# Legetøj (roman)
Legetøj er en roman af H.C. Branner fra 1936. Der er tale om forfatterens debutroman, hvor han i et fremragende og fængslende sprog skildrer livet i et engrosfirma, der handler med legetøj. Men dens egentlige tema er løgnen og bedraget mellem menneskene, fremkaldt af angst og magtbegær.
Firmaet er et minisamfund, et forfærdende billede på tiden i 1930'erne med fascismens fremvækst.